# Hotel am Hillmannplatz

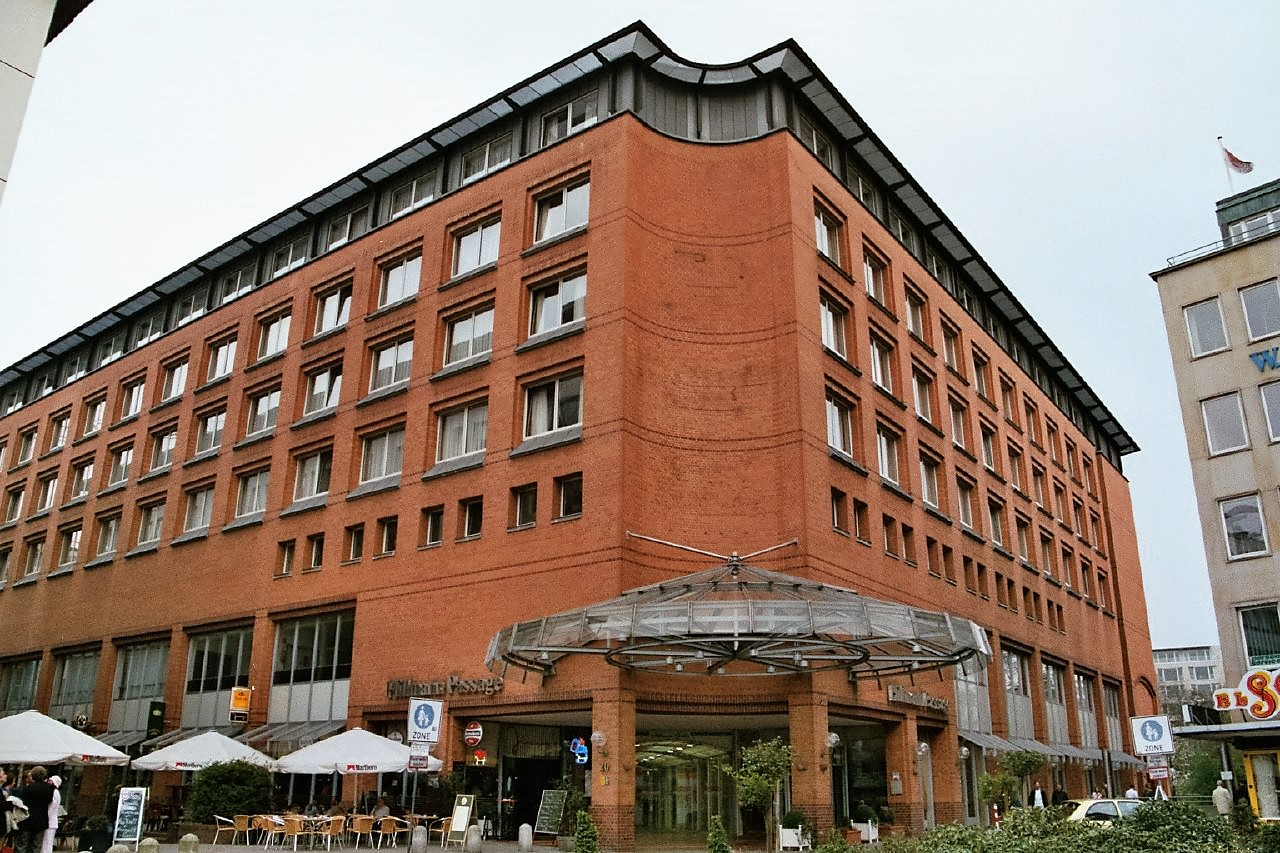
Hotel am Hillmannplatz, 2005 (Haupteingang am Hillmannplatz)

Das Hotel am Hillmannplatz in Bremen-Mitte, Ortsteil Bahnhofsvorstadt am Hillmannplatz, gehört zu den bedeutenden Bremer Bauwerken.

## Vorgängerbauten

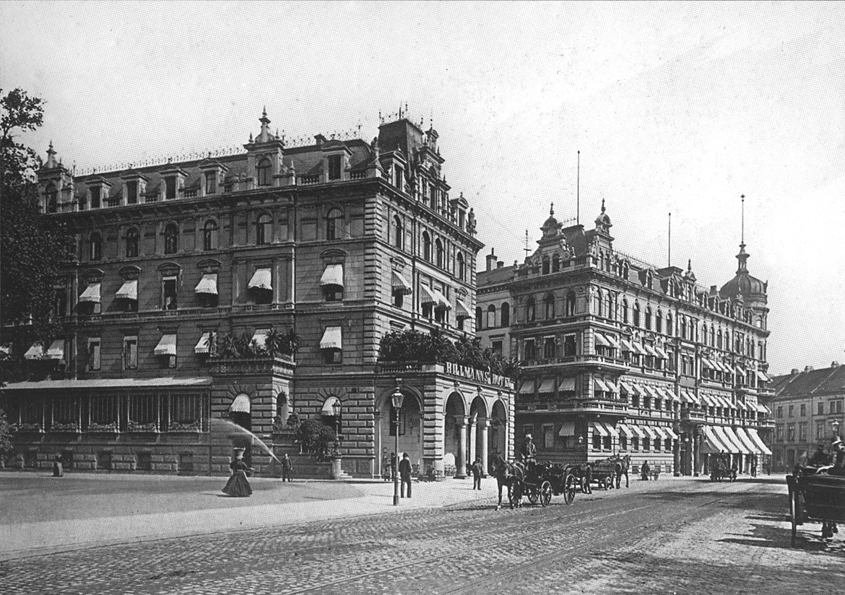
Links: Hillmann-Hotel um 1900

Der Hillmannplatz erhielt seinen Namen nach dem im Zweiten Weltkrieg zerstörten Hillmann-Hotel, das 1847 Johann Heinrich Hillmann am Herdentor/Ecke Wallanlagen errichten ließ. Es wurde mehrmals umgebaut und erhielt eine Fassade im neoklassizistischen Stil des 19. Jahrhunderts. Es war eines der vornehmsten Hotels der Hansestadt und hatte in den 1930er Jahren rund 300 Betten.
Nach dem Krieg entstand 1949 am Standort des Hotels die eher provisorisch gestaltete, eingeschossige Hillmannpassage mit 22 Geschäften und dem Café Hillmann. Das Café mit Dachterrasse  war ein beliebter Treffpunkt und abends ein sehr stark besuchter Tanzsaal. Café und Passage wurden 1971 abgerissen. In den 1950er bis 1970er Jahren sollte an dieser Stelle ein Kaufhaus oder auch ein Bürohochhaus und ein 15-geschossiger Hotelturm errichtet werden. Hochhäuser wurden jedoch in den 1970/80er Jahren von der Bevölkerung stark abgelehnt.

## Heutiger Bau

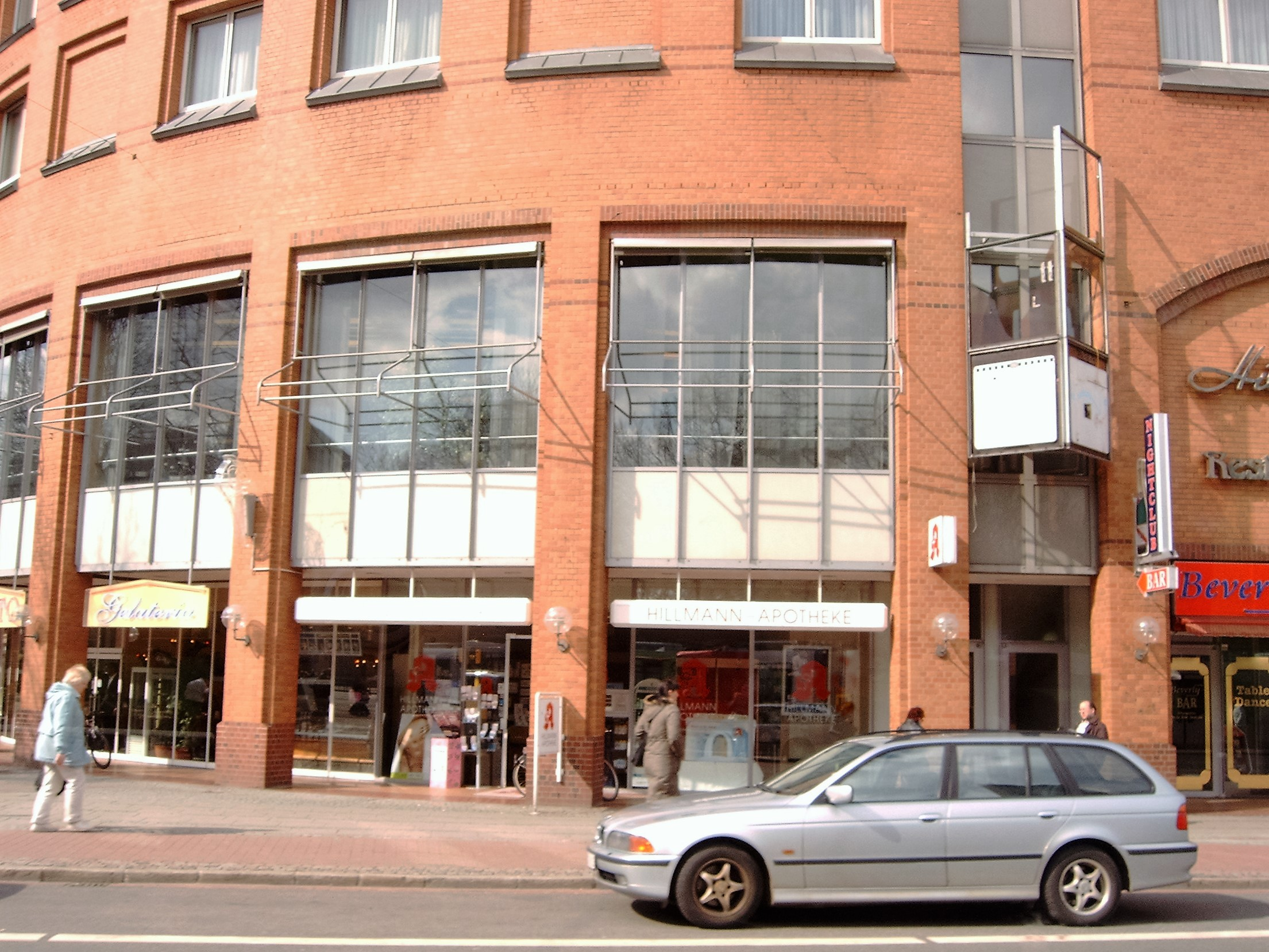
Gebäudeteil zum Herdentorsteinweg

Das Hotel am Hillmannplatz wurde für das Unternehmen Plaza-Hotel der Hotelsparte der kanadischen Eisenbahngesellschaft Canadian Pacific Railroad, CP Hotels, und später als  Marriott-Hotel von 1982 bis 1985 nach Plänen der Architektengemeinschaft gmp mit Meinhard von Gerkan, Volkwin Marg und Partner (Hamburg) gebaut bzw. betrieben. Der fünfgeschossige, geschwungene Solitär aus roten Klinkersteinen mit einem  mit Zinkblech verkleideten Staffelgeschoss prägt die Seite zu den Bremer Wallanlagen. Die Hotelzimmer sind in den oberen vier Geschossen untergebracht. Durch das Gebäude führte diagonal eine kleinere Ladenpassage vom nördlichen Hillmannplatz zu einer glasgedeckten Rotunde und weiter zur Contrescarpe und zum Herdentorsteinweg in Richtung Sögestraße.

Von dem gleichen Architektenbüro wurde 1984/85 das mit einem Architekturpreis prämierte Parkhaus Hillmannplatz gestaltet.
Der architekturführer bremen schreibt zum Gebäude: „Die schließlich realisierte Lösung nimmt Abschied von den modernistischen Hochhausträumen und kombiniert die historisch bewährten Funktionen Hotel und Ladenpassage. Veränderte architektonische Leitbilder erkennt man auch in der wuchtigen ziegelverkleideten Fassade mit ihren Blendfenstern und Segmentbögen. Das 1998 fertiggestellte langgestreckte Bürohaus an der Kleinen Weser überzeugt vor allem an seiner Südseite, wo der Uferweg an der Kleinen Weser mittels einer Arkade spannungsvoll in das Bauwerk aus dunklen Klinkersteinen integriert wurde.“
Marriott gab das Hotel um 2003 auf und die kleine Passage wurde geschlossen. Ende 2008 wurde dort ein Fünf-Sterne-Swissôtel mit 230 Zimmern eröffnet und die ehemalige Passage dem Hotel zugeschlagen. Das hoteleigene Restaurant wurde aus Tradition zum Standort „Hillmann’s“ genannt. Der Hoteleigentümer, die Swissôtel Hotels & Resorts, ist seit 2016 Teil der Accor-Gruppe.
2019 fand ein weiterer Besitzerwechsel statt und die Dorint-Gruppe übernahm von Accor Invest das Bremer Swissôtel, zusammen mit zwei weiteren Häusern in Leipzig und Würzburg. Das Hotel am Hillmannplatz heißt ab 1. Juni 2019 Dorint City-Hotel Bremen und verfügt wie bisher über 230 Zimmer. Die Dorint-Gruppe betreibt in Bremen bereits zwei andere Hotels, das Parkhotel und ein Hotel in der Vahr.
Heute (2022) sind in dem Gebäude neben dem Hotel verschiedene Restaurants, Gaststätten, Läden und eine Apotheke untergebracht. Im Erdgeschoss befand sich seit Errichtung des Gebäudes 1985 bis Ende Juli 2021 das Gourmetrestaurant und Bistro Grashoff, zu dem eine Wein- und Delikatessenhandlung gehört.